# Oklahoma Atheists

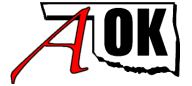
Logo de los Oklahoma Atheists

La asociación Ateos de Oklahoma (Oklahoma Atheists, AOK) es una organización fundada por Kim Shultz Cole en 1999, con la intención de agrupar a ateos, librepensadores y otras personas no-religiosas del área metropolitana de Oklahoma City. La organización está afiliada a la Alianza Atea Internacional (AAI), y ratificada por elecciones anuales.
El grupo lleva a cabo actividades sociales, lecturas públicas, debates y protestas regularmente. Por ejemplo, en 2009, AOK coordinados con la iglesia Trinity Baptist Church de la localidad de Norman en Oklahoma, llevaron a cabo un webcast en streaming de un debate teológico entre Christopher Hitchens y el filósofo William Lane Craig en la Universidad de Biola.
En 2003 llevaron a cabo el comité S.T.O.P.: Stop Theocracy in Oklahoma Policy para protestar contra el Día nacional del rezo (National day of prayer), celebrando en su lugar el Día nacional de la razón. Este esfuerzo se ha convertido en una celebración ecuménica sobre la libertad religiosa, conocida como la Interfaith Day of Prayer and Reflection, que se lleva a cabo desde hace años en la entrada del Capitolio.